# Liste von Filmen zu Adolf Hitler

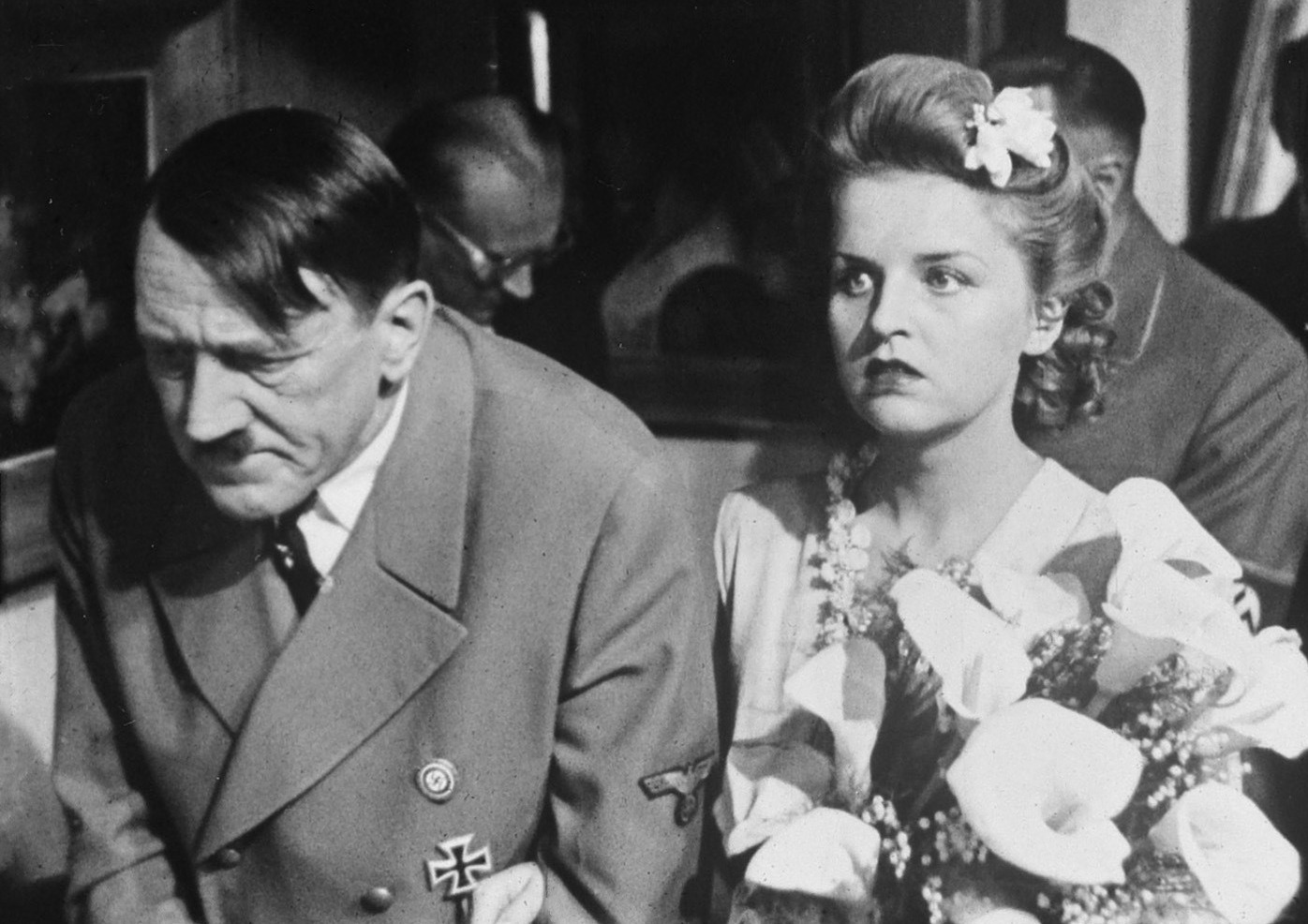
Vladimir Savelyev als Adolf Hitler und Maria Novakova als Eva Braun im sowjetischen Film Der Fall von Berlin (Originaltitel: Падение Берлина) aus dem Jahr 1949

Diese Liste von Filmen zu Adolf Hitler umfasst Dokumentarfilme, Spielfilme und Parodien über Adolf Hitler und Aspekte seiner Biographie und Politik, nicht Filme über andere Personen oder Aspekte der Zeit des Nationalsozialismus. Die Filme sind thematisch und chronologisch sortiert. Redakteure, Hauptdarsteller und Absicht sind gegebenenfalls genannt. Hitler-Darsteller sind auch in der Liste von Filmdarstellern historischer Persönlichkeiten enthalten.

## Dokumentarfilme
- 1934: Hitler’s Reign of Terror, USA, von Michael Mindlin, abgesetzt
- 1958: Tyranny: The Years of Adolf Hitler, Dokumentarfilm von Peter Morley, einziges Filminterview mit Paula Hitler
- 1959: Mein Kampf, Dokumentarfilm von Erwin Leiser
- 1970: Hitlers erste Machtergreifung – Aus der Frühgeschichte der NSDAP 1919–1923, Dokumentarfilm von Dietmar Ebert unter Beratung von Ernst Deuerlein
- 1973: Ein junger Mann aus dem Innviertel, Doku-Spielfilm mit Franz Trager
- 1977: Hitler – Eine Karriere, biografischer Dokumentarfilm von Joachim Fest
- 2005: Der Bunker – Hitlers Ende, Fernsehdokumentation von Jörg Müllner
- 2005: Hitler – Eine Bilanz, Fernsehdokumentation in sechs Teilen von Guido Knopp
- 2007: Hitler und Mussolini – Eine brutale Freundschaft, Dokumentarfilm von Ullrich H. Kasten
- 2009: Hitler & Stalin – Portrait einer Feindschaft, Dokumentarfilm von Ullrich H. Kasten und Hans-Dieter Schütt
- 2009: Hitler vor Gericht, Doku-Spielfilm mit Johannes Zirner
- 2011: Ein Tag schreibt Geschichte, mehrteilige Dokumentationsserie von Michael Kloft
- 2012: Geheimnisse des Zweiten Weltkriegs – Krankenakte Hitler
- 2012: Making History – Hitler bei ZDFinfo
- 2013: Adolf Hitler: The Greatest Story Never Told, US-Propagandakompilation
- 2017: Wer war Hitler?, Dokumentarfilm von Hermann Pölking
- 2015–18: Hitlers Flucht – Wahrheit oder Legende? (Hunting Hitler), Dokureihe bei History
- 2023: Hitlers Macht bei ZDF. Dreiteiler mit den Folgen Der Aufsteiger, Der Herrscher und Der Zerstörer zum 90. Jahrestag der Regierungsübernahme 1933
- 2023: Wer hat Angst vor Braunau?, Film von Günter Schwaiger über Hitlers Geburtshaus

## Spielfilme
- 1939: Hitler – Beast of Berlin von Sam Newfield
- 1940: Night Train to Munich mit Billy Russell
- 1942: Hitler – Dead or Alive von Nick Grinde
- 1943: Hitler’s Madman des deutschen Emigranten Douglas Sirk
- 1943: The Strange Death of Adolf Hitler von James P. Hogan, Buch: Fritz Kortner und Joe May, Wiener Emigranten
- 1944: The Hitler Gang mit Robert Watson (Watson spielte Hitler in insgesamt 10 Filmen)
- 1946: Der Schwur, sowjetischer Monumentalfilm von Micheil Tschiaureli mit einem unbekannten Schauspieler
- 1949: Der Fall von Berlin, sowjetischer Monumentalfilm von Micheil Tschiaureli mit Vladimir Savelyev
- 1949: Die Stalingrader Schlacht, sowjetischer Spielfilm von Wladimir Michailowitsch Petrow, mit Michail Astangow
- 1950: In geheimer Mission, sowjetischer Spielfilm von Michail Romm mit Vladimir Savelyev
- 1955: Der letzte Akt mit Albin Skoda
- 1955: Ernst Thälmann – Führer seiner Klasse, historisch-biographischer Film von Kurt Maetzig mit Fritz Diez
- 1962: Hitler, US-amerikanischer Spielfilm von Stuart Heisler
- 1969: Befreiung, sowjetischer Spielfilm-Fünfteiler von Juri Oserow und Julius Kun mit Fritz Diez
- 1972: Hitler – Die letzten zehn Tage mit Alec Guinness
- 1977: Hitler, ein Film aus Deutschland mit Heinz Schubert, avantgardistischer Vierteiler von Hans-Jürgen Syberberg
- 1981: Der Bunker mit Anthony Hopkins
- 1982: Das As der Asse mit Günther Meisner
- 1982: Inside the Third Reich mit Derek Jacobi
- 1983: Der Feuersturm mit Günther Meisner
- 1988: Geheime Reichssache mit Michael Degen, Regie: Michael Kehlmann (Zweiteiler zur Blomberg-Fritsch-Krise)
- 1988: Feuersturm und Asche mit Steven Berkoff (Fortsetzung von Der Feuersturm)
- 1989: Indiana Jones und der letzte Kreuzzug mit Michael Sheard in einer kleinen Gastrolle
- 1994: Vaterland mit Rudolph Fleischer, nach dem gleichnamigen Roman aus dem Jahr 1992
- 1996: Gespräch mit dem Biest von und mit Armin Mueller-Stahl
- 1999: Moloch von Alexander Nikolajewitsch Sokurow
- 2003: Joe and Max mit Rolf Kanies
- 2003: Hitler – Aufstieg des Bösen mit Robert Carlyle
- 2004: Der Untergang mit Bruno Ganz
- 2004: Stauffenberg mit Udo Schenk
- 2005: Die Nichte – Hitlers verbotene Liebe mit Ken Stott
- 2005: Speer und Er mit Tobias Moretti
- 2008: Operation Walküre – Das Stauffenberg-Attentat mit David Bamber
- 2009: Tötet Hitler – Spezialeinheit in den Tod, russischer Actionfilm von Evgeniy Mitrofanov
- 2015: Elser – Er hätte die Welt verändert, deutscher Spielfilm von Oliver Hirschbiegel mit Udo Schenk in einer kleinen Rolle
- 2016: Zeit für Legenden, französisch-deutsch-kanadische Produktion von Stephen Hopkins mit Adrian Zwicker in einer kleinen Rolle
- 2024: Führer und Verführer, deutscher Spielfilm von Joachim A. Lang mit Fritz Karl

## Parodien
- 1940: Der große Diktator von und mit Charlie Chaplin als Adenoid Hynkel setzt sich satirisch mit der Person und dem Charakter Adolf Hitlers und mit dem Kriegsgeschehen auseinander.
- 1942: Sein oder Nichtsein von Ernst Lubitsch nach dem Stück Noch ist Polen nicht verloren von Melchior Lengyel.
- 1965: Guten Tag, Herr H. von Katja und Klaus Georgi.[1]
- 1968: Frühling für Hitler (The Producers) von Mel Brooks präsentiert mit brachial-derbem Humor eine Musik-Revue mit tanzenden Nazis. In einem Broadway-Musical von 2001 und einem Film-Remake von 2005 verarbeitete Brooks den Stoff neu, beides unter Beteiligung von Susan Stroman als Regisseurin.
- 1970: Mr. Hilter and the North Minehead by-election, ein Sketch der britischen Komikergruppe Monty Python.
- 1977: Adolf und Marlene / Der Mann vom Obersalzberg von Ulli Lommel.[2]
- 1983: Mel Brooks trat in dem von ihm produzierten Remake von Sein oder Nichtsein selbst als Hitler mit dem Hitler Rap auf.
- 1989: 100 Jahre Adolf Hitler – Die letzte Stunde im Führerbunker von Christoph Schlingensief.
- 1992: Schtonk!, deutsche Filmsatire auf die Veröffentlichung der gefälschten Hitler-Tagebücher in der Hamburger Illustrierten Stern 1983; Uwe Ochsenknecht als Fälscher wird Hitler immer ähnlicher.
- 2000: Goebbels und Geduldig mit Jürgen Schornagel
- 2004: Der WiXXer zeigt Christoph Maria Herbst als Butler Alfons Hatler, der im Aussehen und Auftreten an Adolf Hitler angelehnt ist.
- 2006: Adolf: Ich hock’ in meinem Bonker, Musik-Videoclip von Felix Gönnert als DVD-Beilage zum Buch Adolf – Der Bonker. Eine Tragikomödie in drei Akten von Walter Moers; Hitlers Stimme gesungen von Thomas Pigor.
- 2007: Obersalzberg, Mischung aus Hitler- und Stromberg-Parodie auf ProSieben, gespielt von Michael Kessler.
- 2007: Mein Führer – Die wirklich wahrste Wahrheit über Adolf Hitler unter der Regie von Dani Levy präsentiert Helge Schneider als Hitler.
- 2007: Neues vom WiXXer: Erneut tritt Christoph Maria Herbst in der Rolle des mittlerweile zum Führer einer psychiatrischen Klinik aufgestiegenen Dr. Alfons Hatler auf.
- 2008: Hitler geht kaputt, Film von Marius Balchunas
- 2009: Mein Kampf, Film von Urs Odermatt mit Tom Schilling als Hitler, der auf George Taboris Farce von 1987 basiert.
- 2009: Inglourious Basterds von Quentin Tarantino mit Martin Wuttke.
- 2012: Iron Sky, Science-Fiction-Komödie über Mondnazis.
- 2015: Er ist wieder da, deutsche Filmkomödie von David Wnendt.
- 2019: Iron Sky: The Coming Race, zweiter Teil der Mondnazi-Komödie
- 2019: Jojo Rabbit, US-amerikanischer Satirefilm von Taika Waititi, der 2020 einen Oscar in der Kategorie „Bestes adaptiertes Drehbuch“ gewann.

Außerdem wird Adolf Hitler häufig in Trickfilm-Serien wie Die Simpsons und South Park parodiert.